# Tonhalle des Südens

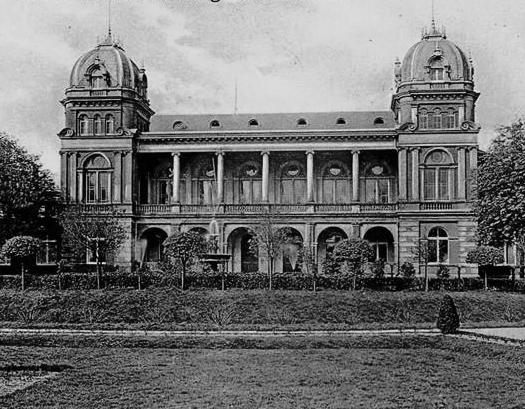
Die „Tonhalle des Südens“

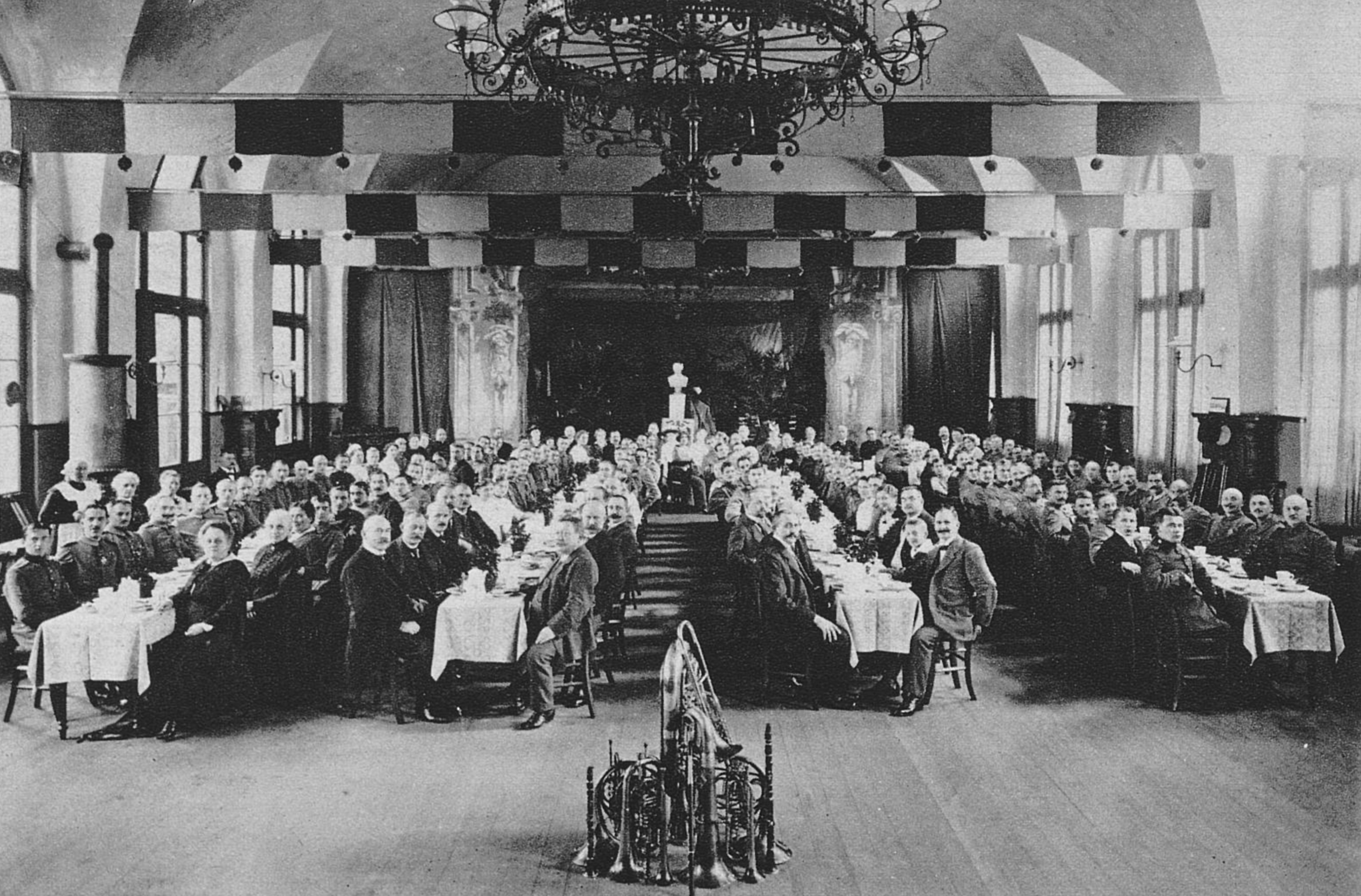
Saal in der Tonhalle des Südens, Festnachmittag für die Verwundeten des Flora-Lazaretts (1915)

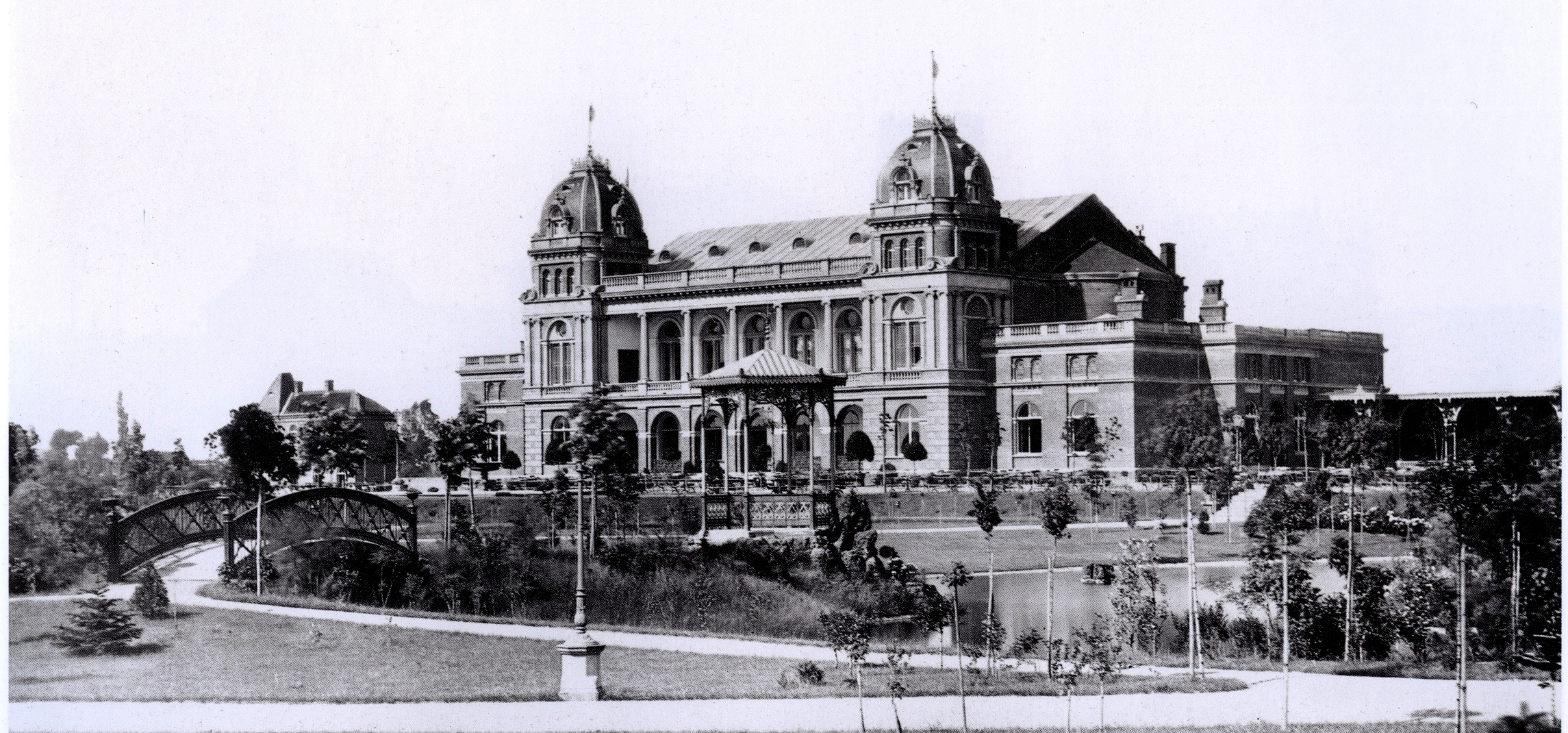
Die „Tonhalle des Südens“ mit Parkanlage

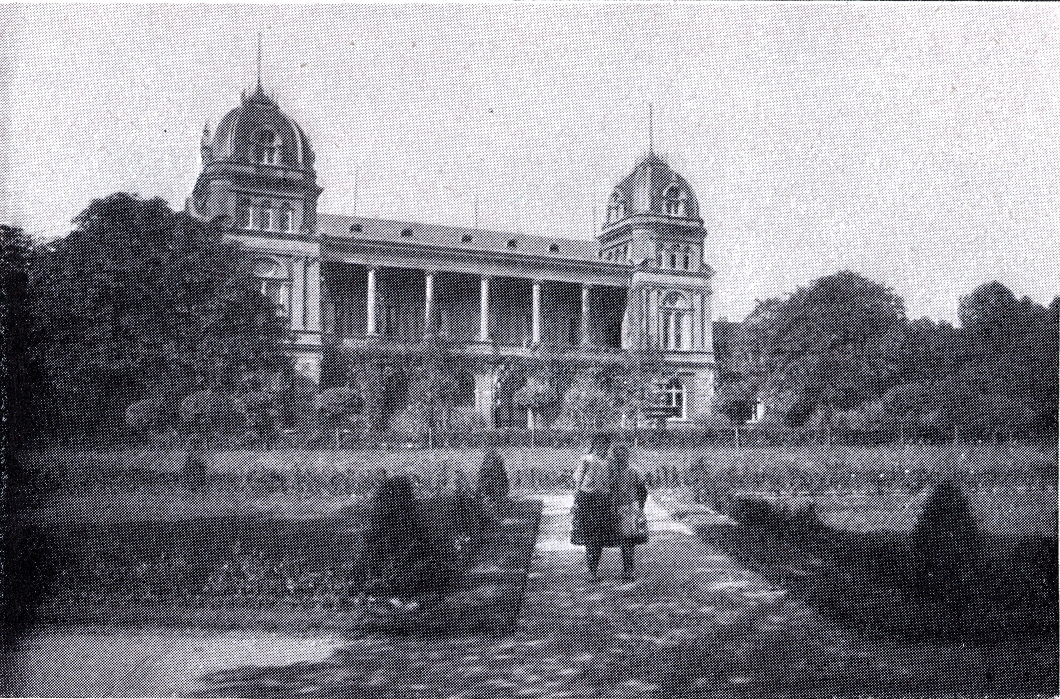
Die „Tonhalle des Südens“ mit Park.

Die Tonhalle des Südens war ein Konzerthaus mit Gartenrestaurant, Palmenhaus und Musikpavillon an der Palmenstraße 16 im Floragarten in Düsseldorf-Unterbilk. Das in den 1870er Jahren errichtete Gebäude erhielt seinen Namen in Anspielung auf die alte Düsseldorfer Tonhalle und diente im Ersten Weltkrieg als Lazarett, dann als Turnhalle, später als Steuerzahlstelle sowie als Studiengebäude der Akademie für kommunale Verwaltung. Im Zweiten Weltkrieg beschädigt, wurde es später abgebrochen. An seiner Stelle steht heute das Karl-Arnold-Haus der Wissenschaft von Hans Schwippert.

## Geschichte
Am 8. Juni 1875 hatte sich eine Aktiengesellschaft gebildet, die es sich zum Ziel gesetzt hatte, auf dem einstigen Ackerland einen Park nach englischem Vorbild mit Palmenhaus, Musikpavillon, Gesellschafts- und Konzertsälen zu errichten. Daher wurde dies auch die „Tonhalle des Südens“ genannt. 1902 übernahm die Stadt die Aktien und aus dem privaten Garten wurde eine öffentliche Anlage. Die Stadtverwaltung wandelte den Floragarten 1903 in eine einfache Anlage um, der Musikpavillon wurde abgerissen, das Palmenhaus verlegt. Im Krieg wurde ein Lazarett im Gebäude eingerichtet, später eine Turnhalle, danach eine Steuerzahlstelle. Dagegen protestierten die Bewohner der Düsseldorfer Stadtteile Unterbilk und Friedrichstadt bis in die 1930er Jahre.

## Beschreibung

### Gebäude
An der Palmenstraße stand das hohe Gebäude des Gartenrestaurants, in dessen Konzertsaal zweimal wöchentlich die beliebte Kapelle des 39. Infanterieregiments aufspielte. Der Park war aufwändig angelegt – „Der durch großzügig angelegte Wege und Teichanlagen gestaltete Garten rühmte sich seines reichen Blumenschmucks und der exotischen Palm- und Gewächshäuser“.

### Parkanlage
Der Floragarten diente dem Studium der Botanik, wobei dem Publikum exotische Pflanzen gezeigt werden sollten. „Der Floragarten und sein Restaurant waren in der Friedrichstadt ein voller Erfolg.“ Der Floragarten übernahm in den 1870er Jahren die Aufgabe des Botanischen Gartens, da auf dessen Gelände das Stadttheater erbaut wurde.